# Abudourexiti Alimujiang
Abudourexiti Alimujiang (ur. 19 września 1995) – chiński zapaśnik walczący w stylu klasycznym. Zajął dziewiętnaste miejsce na mistrzostwach świata w 2014. 
Trzeci na MŚ U-23 w 2017 roku. 